# Pallas Irodalmi és Nyomdai Rt.

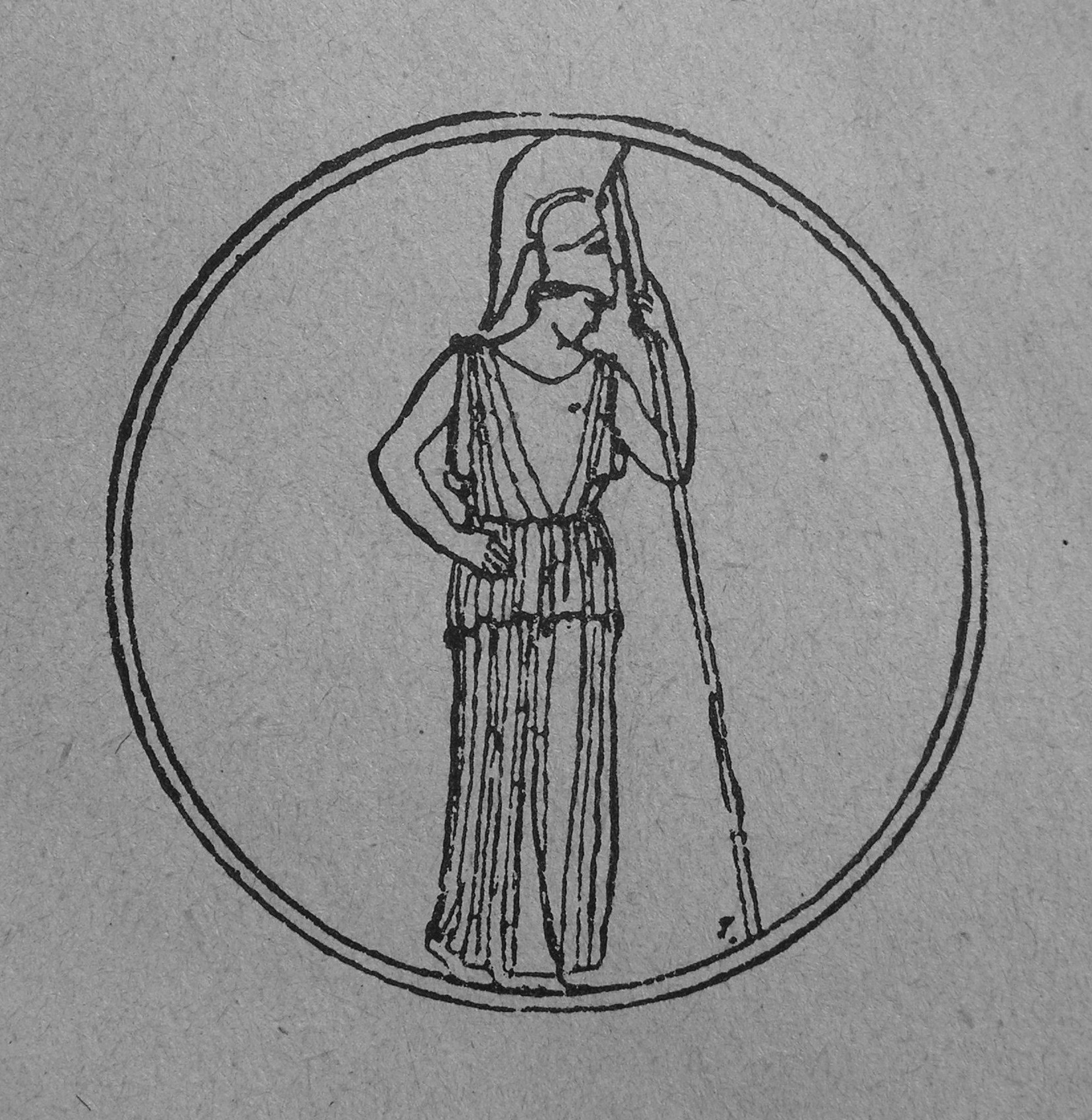
A Pallas Irodalmi és Nyomdai Részvénytársaság egyik jelvényváltozata

Az 1884. április 1-jén alakult Pallas Irodalmi és Nyomdai Részvénytársaság kiadói és nyomdaipari vállalkozásként működött 1945-ig. 1945-ben – a Budapesti Hírlap és a Stádium Rt. nyomdáival együtt – átvette a Szikra Irodalmi és Lapkiadó Vállalat Nyomdai Rt. 1950-től Budapesti Szikra Nyomda néven működött, 1956-tól 2006-ig pedig Kossuth Nyomda néven ismertük.

## Megalakulása
Elsősorban az 1893-ban indított A Pallas nagy lexikona című munkáról vált ismertté a Pallas Irodalmi és Nyomdai Rt. A Pallas elnöke a megalakuláskor Kerkapoly Károly egyetemi tanár (korábbi pénzügyminiszter) volt, megalapítója Gerő Lajos ügyvéd. A nyomdavezető Pusztai Ferenc volt, kinek a nevéhez fűződik a magyar nyomdászat szakirodalmának megteremtése; a Nyomdászok Közlönye és a Magyar Nyomdászat című szaklapok elindítása.
A Pallas az 1884-ben tönkrement Wilckens és Waidl nyomda helyén, a Károlyi-Trattner-házban (Petőfi Sándor, az akkori Koronaherceg utca 3. sz.) kezdett működni, majd a Kecskeméti utcába, 1895 szeptemberében pedig a Honvéd utcai, háromemeletes nyomdaépületbe költözött. Az 1894-ben megalapított Magyar Hírlapkiadó Rt. a Pallas-palotában kapott helyet, és a Pallas Rt. mindenkori igazgatója egyben a Magyar Hírlapkiadó igazgatója is volt, így működésük szorosan összefonódott.

## Tevékenysége
A Pallas Irodalmi és Nyomdai Részvénytársaság fő profilja a könyv- és lapkiadás mellett a nyomdai tevékenység volt. A 750 m²-es könyvnyomdában összesen 30 nyomdagép működött, gyorssajtók és rotációs gépek. A Pallas, gyorssajtóinak számát tekintve a magyar nyomdák élvonalában volt már a kezdetektől fogva, Typograph elnevezésű szedésgyorsító készülékével pedig úttörő volt Magyarországon, s ezzel a szedőgépek elterjedésének invázióját indította el a századfordulón.

### Részlegei
Az épületben helyet kapott még a kiadóhivatal, nyomdavezetőség, igazgatóság, könyvelés, a szerkesztőség, szedők és korrektorok. Itt működött a könyvkötészet is, aranyozó-, papírvágó-, fűző- és egyéb segédgépekkel, valamint hajtogató-, olvasó- és csomagoló-teremmel.
A betűöntöde és galvanoplasztika kizárólag a Pallas nyomda részére állított elő betűket, betűmatricákat és ábrákat, elsősorban a A Pallas nagy lexikona részére, de a Pallas más kiadványainak is.
A Pallas külön papírnemű-osztállyal is rendelkezett, csomagolásra alkalmas dobozokat és egyéb papírfajtákat állítottak elő. A munkahelyiségeken kívül papír- és nyomtatványraktár is helyet kapott az épületben.

### Gazdasági helyzete
A Pallas korának egyik legkorszerűbb, egyben legimpozánsabb nyomdája volt, és nem mellékesen a dolgozók számára legegészségesebb munkakörülményeket is biztosított. A Pallas Rt. már az alapítás évében nyereséges volt, és a következő 10 évben a legnagyobb magyar nyomdák közé emelkedett, dolgozóinak száma elérte a 300 főt, nyereségét megtriplázta.

### Válsága
1898-tól, a gazdasági válsággal egyidőben a Pallas gazdasági erősödése is megtorpant, nem sokkal később pedig hanyatlásnak indult, s csaknem teljesen tönkrement. Ebben közrejátszott az is, hogy a Révai Testvérek cég a Nagy Lexikon fő terjesztője lett, és az utolsó három kötet terjesztését leállította a könyvbizományosoknál, holott korábban csak ezen az úton 20 000 példány fogyott a lexikonból. 1899-ben végül a Nagy Lexikon teljes egészében a Révai Testvérek tulajdonába került, s ezzel megteremtették a Révai nagy lexikona alapjait.
A Pallas Rt. azonban talpra állt, és 1911-től már újra nyereséges volt. Időközben a nyomdától távozott Gerő Lajos, és a helyét Löwenstein Arnold vette át.
Az 1918–19-es forradalmak időszaka nagyon nehéz volt mind a Pallas Rt., mind a nyomdászok számára. A besorozások miatt munkaerőhiány keletkezett, a bérek azonban messze alulmaradtak a megélhetési minimum alatt, papírhiány miatt pedig szünetelt a hírlapok megjelenése.
1919-ben a katolikus érdekeltségű Központi Sajtóvállalat részvényesei vásárolták fel a Pallas Rt. részvényeinek többségét, s ezzel a Pallas Nyomda önálló kiadói profilja megszűnt. A nyomda vezérigazgatója ettől az évtől Vári Dezső nyomdász volt, aki azt tervezte, hogy a sokszorosítóipar összes ágát beindítja az üzemben. Egészen 1936-ig irányította a Pallas Rt-t, és szakértő munkája nyomán a Pallas újra Magyarország élvonalbeli nyomdájává vált. Erre az időszakra esik a Palladis Könyvkiadó alapítása is.
A Pallas ismét jelentős újságnyomda lett, komoly állami megrendeléseket teljesített, a Központi Sajtóvállalat hatása alatt mégis csak mérsékelten volt nyereséges. Az első világháborúban és a forradalmak alatt nem szenvedett károkat, sőt nyomdagépekkel gyarapodott, technikailag megújult. 1928-tól azonban – a nagy gazdasági világválsághoz közelítve – megkezdődött a Pallas Rt. második nagy válsága, amelyből végül nem tudott kilábalni, és 1936-ban átvette a Stádium Rt., melynek alapító tagjai között volt Gömbös Gyula is.

## A Pallast irányító szervezetek

### A Stádium
A Stádium Rt. irányítása alatt Vári Dezső helyét Báthory Hüttner János politikus vette át, aki 1944-ig volt a Pallas Rt. vezérigazgatója. A Pallas továbbra is a legnagyobb nyomdák egyike volt, 1938-tól komoly beruházásokat eszközölt és kibővítette a nyomda épületét. Ebben az időben munkáinak jelentős részét a közigazgatási és propagandanyomtatványok nyomása tette ki.
A zsidótörvény és a behívások a Pallas Rt. munkatársait sem kerülték el, a nyomdászok száma emiatt jelentősen csökkent. 1944 őszén a Pallas vezetőségének tagjai néhány dolgozóval és a nyomdai géppark legértékesebb részével valamint a nyomda jelentős összegű készpénzével Nyugatra emigráltak. Budapest ostroma idején a nyomda több részlege is komoly károkat szenvedett, vagy teljesen megsemmisült.

### A Szikra
Az 1944-ben Szegeden megalakult Szikra Kiadó, 1945 januárjában Budapestre költözött, és először a Budapesti Hírlap nyomdáját vette át, majd a Pallas Nyomdát is. Székhelyéül a Pallas Irodalmi és Nyomdai Rt. Honvéd utca 10. sz. alatti nyomdáját választotta, ekkor már Szikra Irodalmi és Lapkiadó Vállalat Nyomdai Rt. néven.

### A Kossuth Nyomda

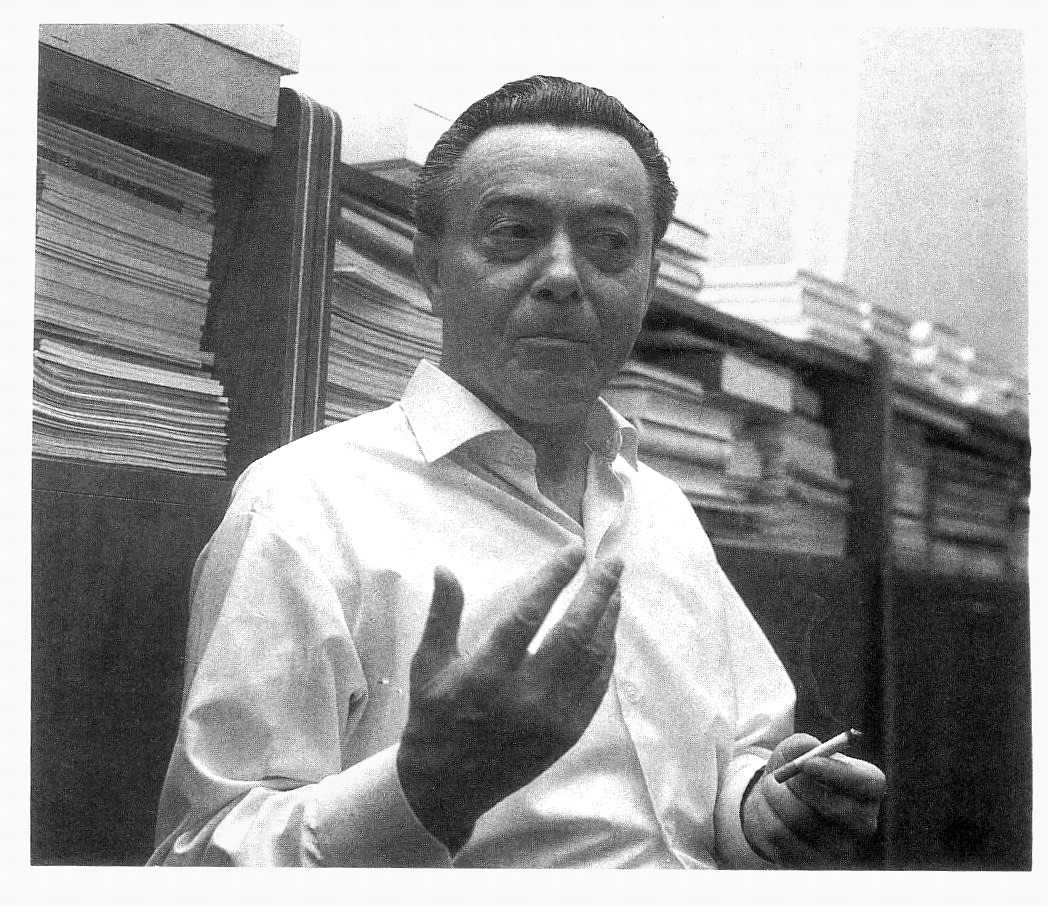
Lengyel Lajos, a Kossuth Nyomda igazgatója
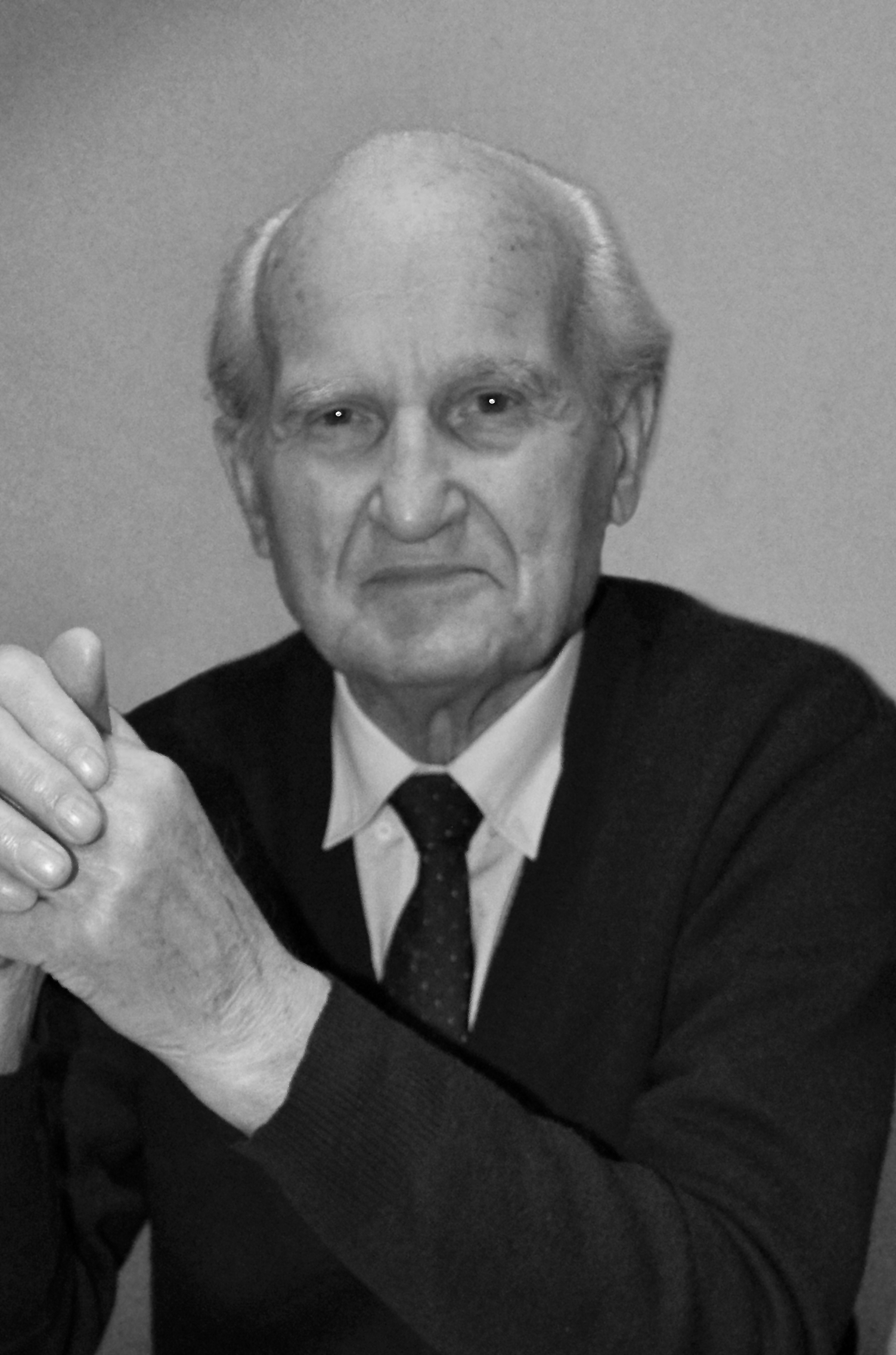
Timkó György a Szedőüzem-egység ny. vezetője

A Szikra Nyomda 1956-ban felvette a Kossuth Nyomda nevet. Lengyel Lajos igazgató vezetése idején (1949–1969) a nyomda a lapgyártásról áttért a könyvgyártásra, és Lengyel Lajos kiemelkedő szakmai és művészeti irányításának húsz éve alatt a Kossuth Nyomda a Szép Magyar Könyv versenyeken a legtöbb díjat nyerte el. Az 1970-es és az 1980-as évekre az ország egyik vezető nyomdája volt, kiváló minőségű nyomdaipari termékeivel és folyamatos technológiai fejlődésével is az élen járt, így az exportra gyártott termékeivel Európában is ismert lett.
A rendszerváltás utáni nehéz gazdasági helyzet és a nyomott piaci árak olyan likviditási problémákat okoztak a Kossuth Nyomdában, melyek végül 2006 nyarán a nyomda felszámolásához vezettek. A Kossuth Nyomda jogutód nélkül megszűnt.

### Galéria

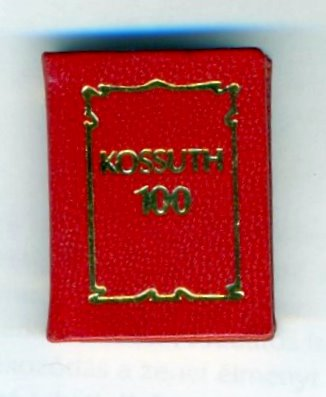
Minikönyv borítófedele, Kossuth Nyomda, 1984
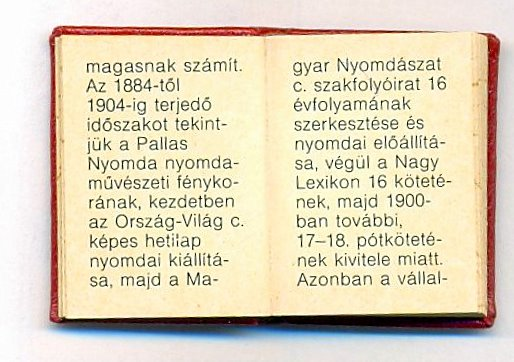
Minikönyv kinyitva, Kossuth Nyomda, 1984
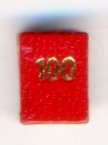
Midi-könyv borítófedele, Kossuth Nyomda, 1984

## A Pallas Kiadói tevékenysége
A Pallas kiadói profilja rendkívül sokszínű volt: a lexikonoktól a honvédelmi és államigazgatási nyomtatványokon és tankönyveken keresztül a tudományt népszerűsítő kiadványokig sokféle igényt kielégítő könyvet jelentettek meg, de külön is nagy jelentőségű volt a gyermek- és ifjúsági irodalom kiadása, s lapkiadási tevékenysége.

### Ismertebb kiadványai (első megjelenés éve)
- Pallas Könyvtár (1885–1889)
- A Pallas nagy lexikona (1893-tól)
- Ady Endre: Új versek (1906)

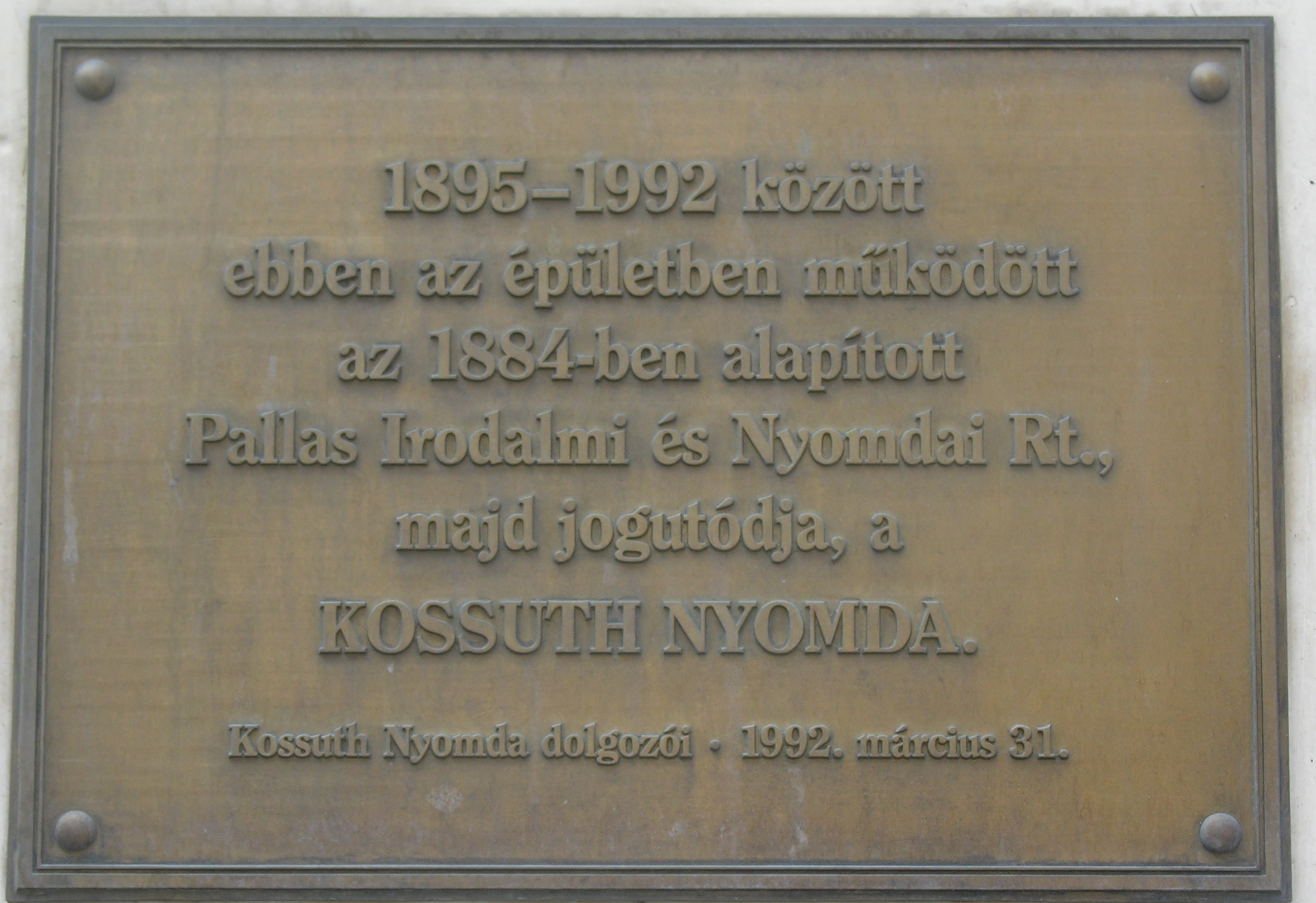
Pallas/Kossuth Nyomda emléktábla

- Benedek Elek: Székely népmesék (1885)
- Walt Disney: Mickey egér Törpeországban (1941)
- Kosztolányi Dezső: Káin (1918)
- Krúdy Gyula: Tótágas (1919)
- Németh László: Villámfénynél (1938)
- Móricz Zsigmond: Szegény emberek (1917)
- Tolsztoj: Anna Karenina (1887)

### Ismertebb periodikák
- Esztendő (1918-tól)
- Ország-Világ c. képes hetilap (1886-tól Benedek Elek szerkesztette)
- Magyar Föld c. lap
- Magyar Nyomdászat c. szaklap
- Pesti Napló (1919-től)

## Kiadványainak teljes listája 1920-ig
- Petrik Géza Könyvészete

## Nyomtatott források
- N. Pataki Márta: A Kossuth Nyomda története. Lektorálta Timkó György. Budapest, Kossuth, 1984.
- A Pallas nagy lexikona. Budapest, Pallas Irodalmi és Nyomdai Rt., 1893-1904. 18 kötet (13. kötet, 737. oldal)
- Kicsi Sándor András: Magyar Könyvlexikon. Budapest, Kiss József Könyvkiadó, 2006., 248. oldal
- Nyomdászati Lexikon (szerk.: Bíró Miklós, Kertész Árpád, Novák László). Budapest, Bíró Miklós Kiadása, 1936., 358. oldal

## Kapcsolódó információk
- Szikra Kiadó